# Pemolin

Strukturformel för de två enantiomererna av pemolin.

Pemolin, summaformel C9H8N2O2, är ett centralstimulerande medel. Ämnet har använts som läkemedel för behandling av ADHD. Pemolin misstänks kunna ge leverskador.
Substansen är narkotikaklassad och ingår i förteckning P I i 1971 års psykotropkonvention, samt i förteckning II i Sverige.